# Аюкудерган
Аюкудерга́н (тат. Аюкөйдергән) — село в Апастовском районе Республики Татарстан. Входит в состав Черемшанского сельского поселения.

## История
В «Списке населенных мест по сведениям 1859 года», изданном в 1866 году, населённый пункт упомянут как казённая деревня Аюкутурган 2-го стана Тетюшского уезда Казанской губернии. Располагалась при речке Кутургане, по правую сторону почтового тракта из Казани в Симбирск, в 60 верстах от уездного города Тетюши и в 12 верстах от становой квартиры во владельческом селе Знаменское (Чипчаги). В деревне в 77 дворах жили 524 человека (276 мужчин и 248 женщин). Была мечеть.

## Население
| 1782 | 1859  | 1897   | 1908   | 1920   | 1926  | 1938  | 1949  | 1958  | 1970  | 1979  | 1989  | 2000  | 2015  |
| ---- | ----- | ------ | ------ | ------ | ----- | ----- | ----- | ----- | ----- | ----- | ----- | ----- | ----- |
| 84   | 524 ↗ | 1020 ↗ | 1445 ↗ | 1192 ↘ | 907 ↘ | 995 ↗ | 618 ↘ | 364 ↘ | 399 ↗ | 304 ↘ | 200 ↘ | 183 ↘ | 167 ↘ |

Национальный состав села — татары.